# Stazione di Sorgenti del Peschiera
Stazione di Sorgenti del Peschiera vasútállomás Olaszországban, Cittaducale településen a Peschiera forrása közelében.

## Vasútvonalak
Az állomást az alábbi vasútvonalak érintik:
- Terni–Sulmona-vasútvonal

## Kapcsolódó állomások
A vasútállomáshoz az alábbi állomások vannak a legközelebb:
- Stazione di Castel Sant'Angelo
- Stazione di Cotilia